# Noʻmon Hasanov
Noʻmon Nurmatovich Hasanov, uzb. cyr. Нўмон Нурматович Хасанов, ros. Нумон Нурматович Хасанов, Numon Nurmatowicz Chasanow (ur. 10 lutego 1971 w Taszkencie, Uzbecka SRR) – uzbecki piłkarz, grający na pozycji obrońcy lub pomocnika, trener piłkarski.

## Kariera piłkarska

### Kariera klubowa
W 1989 rozpoczął karierę piłkarską w Avtomobilchi Qo‘qon. Latem 1990 przeszedł do Soxibkoru Xalqobod, ale po 7 meczach przeniósł się do Paxtakoru Taszkent. Potem występował w klubach MHSK Taszkent, Rubin Kazań, Awtomobilist Nogińsk, Doʻstlik Yangibozor, Nasaf Karszy, FK Qo‘qon 1912, Traktor Taszkent, Shoʻrtan Gʻuzor i Soʻgʻdiyona Dżyzak. W 2009 został piłkarzem Lokomotivu Taszkent, w którym zakończył karierę piłkarza.

### Kariera reprezentacyjna
W latach 1992–97 bronił barw narodowej reprezentacji Uzbekistanu, w której pełnił funkcję kapitana drużyny.

## Kariera trenerska
Po zakończeniu kariery piłkarza rozpoczął pracę szkoleniowca. Chociaż jeszcze będąc piłkarzem Doʻstliku Yangibozor w 2003 trenował zespół, ale latem opuścił klub. W 2012 dołączył do sztabu trenerskiego Paxtakoru Taszkent, w którym najpierw prowadził drużynę młodzieżową, a 7 lipca 2015 został mianowany na stanowisko pełniącego obowiązki głównego trenera Paxtakoru.

## Sukcesy i odznaczenia

### Sukcesy piłkarskie
Paxtakor Taszkent
- wicemistrz Pierwoj Ligi ZSRR: 1990
- mistrz Uzbekistanu: 1992
- wicemistrz Uzbekistanu: 1993
- zdobywca Pucharu Uzbekistanu: 1993

MHSK Taszkent
- mistrz Uzbekistanu: 1997
- wicemistrz Uzbekistanu: 1995
- brązowy medalista mistrzostw Uzbekistanu: 1996
- finalista Pucharu Uzbekistanu: 1995

Doʻstlik Yangibozor
- mistrz Uzbekistanu: 1999, 2000
- zdobywca Pucharu Uzbekistanu: 1999/00

### Sukcesy trenerskie
Paxtakor Taszkent
- mistrz Uzbekistanu: 2015
- finalista Superpucharu Uzbekistanu: 2016

### Sukcesy indywidualne
- najlepszy piłkarz roku w Uzbekistanie (nr 3): 1999
- członek klubu Giennadija Krasnickiego: 153 goli